# Мельник Володимир Кононович
Мельник Володимир Кононович (20 липня 1921 — 10 вересня 1970) — письменник, член Спілки письменників України з 1953 року.

## З життєпису
Народився в селі Курашівці, Мурованокуриловецького району Вінницьку області.
Писати почав у 1944 році, а друкуватися з 1947. Одержав першу премію за одноактну драму «Поле моє», присвячену хліборобському роду. Славу принесла психологічна повість «Винищувачі» про хоробрість і патріотизм воєнних льотчиків, яка вийшла величезним тиражем у 1950 році, потім щороку перевидавалася і була перекладена в Болгарії, Польщі, Чехії, Румунії, Словаччині. Тираж в Україні становить близько 500 000. Пізніше автор зосередив свою увагу на новелах, у яких йшлося про студентів, інтелігенцію, труднощі буднів перших повоєнних днів, про демобілізованих льотчиків, які не змогли віднайти себе у мирні дні.
У повісті «Судимі совістю» 1966 рік вперше заговорив (зовсім небагато, але правдиво) про голод 1933 року. У творі митець розкрив тривоги і дні однієї сім'ї на Поділлі, показав, як старий хлібороб Григорій Черкашин через наклепництво потрапив у біду і ледь не став в'язнем Воркути. Повість вперше була перекладена в ФРН, а згодом вийшла в перекладі англійською в США (Нью-Йорк). Писав російською мовою.